# Палата представителей Законодательного собрания Свердловской области
Палата представителей Законодательного собрания Свердловской области — палата Законодательного Собрания Свердловской области. В соответствии с политическими традициями считается «верхней» палатой. Впервые избрана в апреле 1996 года, упразднена в декабре 2011 года.
Официальное наименование — Палата Представителей Законодательного Собрания Свердловской области. Сокращённые наименования: Палата Представителей (официальное), ППЗС (неофициальное).

## Общие сведения
Существование Палаты представителей предусмотрено Уставом Свердловской области, принятым в конце 1994 года. Её полномочия прописаны в статье 42 Устава, основным из них является одобрение законов, принятых Областной думой. В отличие от Областной думы, избираемой по пропорциональному принципу, ППЗС избирается по мажоритарному принципу — победителем становится кандидат, набравший наибольшее количество голосов в избирательном округе. Численный состав палаты — 21 депутат. Первые выборы палаты прошли 14 апреля 1996 года.
Первоначально срок полномочий Палаты представителей устанавливался в два года. В 1999 году, в период работы ППЗС второго созыва, были приняты поправки в устав области, увеличившие срок полномочий депутатов последующих созывов до четырёх лет.
Депутаты Палаты представителей, за исключением председателя и его заместителей, осуществляют свои полномочия на непостоянной основе (без отрыва от основной деятельности). До 2004 года допускалось совмещение депутатских полномочий с государственной и муниципальной службой, из-за чего значительную часть депутатского корпуса составляли руководители крупных муниципальных образований области (Екатеринбурга, Нижнего Тагила, Каменск-Уральского, Краснотурьинска и др.). С 2004 года подавляющее число депутатов палаты — топ-менеджеры крупных промышленных компаний области.

## История выборов Палаты представителей
Выборы Палаты Представителей первого созыва прошли 14 апреля 1996 года, на них было избрано 19 депутатов. На дополнительных выборах 16 июня 1996 г. были избраны ещё 2 депутата (С.А. Акулов и Г.И. Степаненко) и палата стала полностью укомплектованной. 3 марта 1998 года Г.И. Степаненко был убит.
Выборы Палаты Представителей второго созыва прошли 12 апреля 1998 года. Было избрано 20 депутатов. Депутат от Орджоникидзевского округа (№ 9) избран не был, дополнительные выборы также не состоялись.
На выборах Палаты Представителей третьего созыва, прошедших 26 марта 2000 г., было избрано всего 17 депутатов. Ещё 2 депутата (В.Ф. Никитин и М.П. Серебренников) избраны на дополнительных выборах 18 июня 2000 года, 2 оставшихся мандата были заполнены в 2001 г. (доизбраны А.В. Богачёв и О.В Лукин). 14 апреля 2002 года вместо А.К. Шмелёва, делегированного в Совет Федерации, избран В.Д. Кучерюк.
14 марта 2004 г. выбрана Палата Представителей 4-го созыва. Выборы в Чкаловском округе (№ 10) не состоялись. В 2005 году на вакантный мандат избран В.Б. Савельев . В марте 2007 года на место А.В. Богачёва, ушедшего на работу в Росприроднадзор, избран В.Г. Климин. В октябре 2007 г. Климин стал министром здравоохранения Свердловской области и покинул Палату Представителей, довыборы на освободившийся мандат не проводились. В период работы 4-го созыва палаты два депутата — С.К. Носов и В.Н. Родин — покинули Свердловскую область и прекратили участие в работе палаты (в 2006 году Носов возглавил холдинг «Русспецсталь» в Москве, а Родин — ТГК-1 в Санкт-Петербурге), однако формально депутатские кресла сохранялись за ними вплоть до окончания полномочий палаты 4-го созыва.
2 марта 2008 г. выборы Палаты Представителей 5-го созыва состоялись во всех округах. 6 марта 2010 года умер депутат А.И. Брижан.
Дольше всех работают в Палате Представителей Н.М. Крупин (депутат всех созывов) и В.Ф. Никитин (депутат с 1998 года).

## Упразднение Палаты представителей
С середины 2000-х гг. различными политическими силами высказывались предложения об упразднении «верхней» палаты областного парламента. К апрелю 2010 года Свердловская область осталась единственным субъектом Российской Федерации с двухпалатным органом законодательной власти. В июле 2010 года в Областную думу был внесён и принят в первом чтении проект нового устава области, предполагающий возврат к однопалатному заксобранию. Согласно проекту, Палата представителей V созыва должна отработать срок, на который она была избрана (март 2012 года), после чего её существование прекращается, при этом в новом Законодательном собрании Свердловской области предусмотрено избрание 21 депутата по мажоритарной схеме, аналогичной той, что применялась при избрании Палаты представителей. В ноябре 2010 года проект был принят во втором и третьем (окончательном) чтениях, а летом 2011 года палаты Законодательного собрания объявили о своём самороспуске, из-за чего выборы обновлённого заксобрания были назначены на 4 декабря 2011 года. Последнее заседание Палаты представителей состоялось 3 ноября 2011 года.

## Руководство Палаты Представителей

### Председатели Палаты Представителей
- Шапошников Александр Юрьевич (апрель 1996 — май 1998)
- Голенищев Пётр Ефимович (май 1998 — апрель 2000)
- Якимов Виктор Васильевич (апрель 2000 — апрель 2004)
- Осинцев Юрий Валерьевич (апрель 2004 — сентябрь 2007)
- Бабушкина Людмила Валентиновна (октября 2007 / марта 2008 — декабрь 2011, должность упразднена)

### Заместители председателя Палаты Представителей
- Косолапов Валерий Александрович (апрель 1996 — апрель 1998)
- Никитин Владимир Фёдорович (июнь 1998 — апрель 2000, июль 2000 — декабрь 2011)
- Крупин Николай Михайлович (май 2000 — апрель 2004)
- Бабушкина Людмила Валентиновна (апрель 2004 — апрель 2008)
- Серебренников Александр Васильевич (апрель 2008 — декабрь 2011)

## Избирательные округа по выборам Палаты представителей
- № 1 — Асбестовский
- № 2 — Артёмовский
- № 3 — Богдановичский
- № 4 — Верх-Исетский (г. Екатеринбург)
- № 5 — Железнодорожный (г. Екатеринбург)
- № 6 — Кировский (г. Екатеринбург)
- № 7 — Ленинский (г. Екатеринбург)
- № 8 — Октябрьский (г. Екатеринбург)
- № 9 — Орджоникидзевский (г. Екатеринбург)
- № 10 — Чкаловский (г. Екатеринбург)
- № 11 — Каменск-Уральский
- № 12 — Кировградский
- № 13 — Краснотурьинский
- № 14 — Красноуфимский
- № 15 — Кушвинский
- № 16 — Дзержинский (г. Нижний Тагил)
- № 17 — Ленинский (г. Нижний Тагил)
- № 18 — Первоуральский
- № 19 — Серовский
- № 20 — Сысертский
- № 21 — Туринский

Состав округов по выборам Палаты представителей был установлен в 1996 году впоследствии не изменялся (имели место только небольшие изменения границ между округами).

## Депутаты Палаты Представителей Законодательного Собрания Свердловской области
Выбывшие депутаты
| 5 созыв (2008-2011)                        | 5 созыв (2008-2011) | 5 созыв (2008-2011)                                | 5 созыв (2008-2011)                                                                                     | 5 созыв (2008-2011)                                                                           |
| Фамилия Имя Отчество                       | Дата рождения       | Способ избрания                                    | До избрания                                                                                             | Должность в Палате Представителей                                                             |
| ------------------------------------------ | ------------------- | -------------------------------------------------- | --- | --------------------------------------------------------------------------------------------- |
| Единая Россия                              |                     |                                                    | |                                                                                               |
| Абзалов Альберт Феликсович                 | 21.09.1963          | Избран по одномандатному избирательному округу №14 | Депутат Палаты Представителей Законодательного Собрания Свердловской области IV созыва                  | Председатель комиссии по регламенту и организации межпарламентской деятельности               |
| Бабушкина Людмила Валентиновна             | 27.01.1951          | Избрана по одномандатному избирательному округу №3 | Заместитель председателя Палаты представителей Законодательного Собрания Свердловской области IV созыва | Председатель Палаты Представителей Законодательного Собрания Свердловской области IV созыва   |
| Брижан Анатолий Илларионов (до 06.06.2010) | 28.08.1942          | Избран по одномандатному избирательному округу №11 | Депутат Палаты Представителей Законодательного Собрания Свердловской IV созыва                          | Председатель комитета по вопросам законодательства и местного самоуправления                  |
| Исаков Олег Юрьевич                        | 10.04.1969          | Избран по одномандатному избирательному округу №2  | Депутат Палаты Представителей Законодательного Собрания Свердловской области IV созыва                  | Член комитета по промышленной, аграрной политике и природопользованию                         |
| Кияткин Павел Михайлович                   | 19.12.1970          | Избран по одномандатному избирательному округу №15 | Президент некоммерческого партнёрства «Всероссийский фонд эффективного управления»                      | Член комитета по социальной политике                                                          |
| Ковпак Игорь Иванович                      | 19.10.1953          | Избран по одномандатному избирательному округу №6  | Депутат Палаты Представителей Законодательного Собрания Свердловской области IV созыва                  | Член комитета по социальной политике                                                          |
| Косинцев Александр Петрович                | 02.07.1957          | Избран по одномандатному избирательному округу №5  | Депутат Екатеринбургской городской думы                                                                 | Член комитета по промышленной, аграрной политике и природопользованию                         |
| Крупин Николай Михайлович (до 21.07.2011)  | 23.10.1953          | Избран по одномандатному избирательному округу №1  | Депутат Палаты Представителей Законодательного Собрания Свердловской области IV созыва                  | Председатель комитета по социальной политике                                                  |
| Малых Николай Александрович                | 13.08.1948          | Избран по одномандатному избирательному округу №16 | Депутат Палаты Представителей Законодательного Собрания Свердловской области IV созыва                  | Член комитета по вопросам законодательства и местного самоуправления                          |
| Марчевский Анатолий Павлович               | 09.04.1948          | Избран по одномандатному избирательному округу №7  | Депутат Палаты Представителей Законодательного Собрания Свердловской IV созыва                          | Член комитета по социальной политике                                                          |
| Мори Мелик Пашаевич                        | 20.10.1960          | Избран по одномандатному избирательному округу №18 | Заместитель генерального директора - исполнительный директор ОАО ПНТЗ                                   | Член комитета по промышленной, аграрной политике и природопользованию                         |
| Никитин Владимир Федорович                 | 22.10.1948          | Избран по одномандатному избирательному округу №12 | Заместитель председателя Палаты представителей Законодательного Собрания Свердловской области IV созыва | Заместитель председателя Палаты Представителей Законодательного Собрания Свердловской области |
| Никифоров Анатолий Владимирович            | 16.11.1964          | Избран по одномандатному избирательному округу №4  | Депутат Екатеринбургской городской думы                                                                 | Член комитета по социальной политике                                                          |
| Павлов Анатолий Иванович                   | 04.02.1950          | Избран по одномандатному избирательному округу №8  | Генеральный директор ОАО «Пневмостроймашина»                                                            | Член комиссии по регламенту и организации межпарламентской деятельности                       |
| Паслер Денис Владимирович                  | 29.10.1978          | Избран по одномандатному избирательному округу №19 | Директор филиала ООО "ГАЗЭКС-Менеджмент"                                                                | Член комитета по промышленной, аграрной политике и природопользованию                         |
| Савельев Валерий Борисович                 | 26.01.1962          | Избран по одномандатному избирательному округу №10 | Депутат Палаты Представителей Законодательного Собрания Свердловской IV созыва                          | Член комитета по экономической политике, бюджету, финансам и налогам                          |
| Серебренников Александр Васильевич         | 12.03.1970          | Избран по одномандатному избирательному округу №20 | Депутат Палаты Представителей Законодательного Собрания Свердловской области IV созыва                  | Заместитель председателя Палаты Представителей Законодательного Собрания Свердловской области |
| Сысоев Анатолий Васильевич                 | 09.01.1935          | Избран по одномандатному избирательному округу №13 | Депутат Палаты Представителей Законодательного Собрания Свердловской области IV созыва                  | Председатель комитета по промышленной, аграрной политике и природопользованию                 |
| Чеканов Алексей Архипович                  | 30.08.1950          | Избран по одномандатному избирательному округу №17 | Председатель правления ОАО "Тагилбанк"                                                                  | Председатель комитета по экономической политике, бюджету, финансам и налогам                  |
| Шептий Виктор Анатольевич                  | 25.12.1965          | Избран по одномандатному избирательному округу №21 | Депутат Палаты Представителей Законодательного Собрания Свердловской области IV созыва                  | Член комиссии по регламенту и организации межпарламентской деятельности                       |
| Эфендиев Назим Тофик оглы (до 21.03.2011)  | 16.09.1963          | Избран по одномандатному избирательному округу №9  | Генеральный директор ОАО "Уралмашзавод"                                                                 | Член комитета по экономической политике, бюджету, финансам и налогам                          |

| 4 созыв (2004-2008)                                      | 4 созыв (2004-2008) | 4 созыв (2004-2008)                                                         | 4 созыв (2004-2008) | 4 созыв (2004-2008)                                                                           |
| Фамилия Имя Отчество                                     | Дата рождения       | Способ избрания                                                             | До избрания | Должность в Палате Представителей                                                             |
| -------------------------------------------------------- | ------------------- | --------------------------------------------------------------------------- | --- | --------------------------------------------------------------------------------------------- |
| Единая Россия                                            |                     |                                                                             | |                                                                                               |
| Абзалов Альберт Феликсович                               | 21.09.1963          | Избран по одномандатному избирательному округу №14                          | Президент Некоммерческого партнерства Благотворительный фонд " Малая Родина"                                                          | Член комитета по экономической политике, бюджету, финансам и налогам                          |
| Бабушкина Людмила Валентиновна                           | 27.01.1951          | Избрана по одномандатному избирательному округу №3                          | Депутат Палаты Представителей Законодательного Собрания Свердловской области III созыва                                               | Заместитель председателя Палаты Представителей Законодательного Собрания Свердловской области |
| Богачев Александр Владимирович (до 16.03.2006)           | 01.02.1960          | Избран по одномандатному избирательному округу №4                           | Председатель Совета директоров ОАО "Уралнеруд"                                                                                        | Заместитель председателя комитета по экономической политике, бюджету, финансам и налогам      |
| Климин Владимир Григорьевич (с 13.03.2007 по 25.10.2007) | 12.02.1961          | Избран по одномандатному избирательному округу №4 (Передан мандат Богачева) | Профессор кафедры нормальной физиологии в Уральской государственной медицинская академия                                              | Член комитета по промышленной, аграрной политике и природопользованию                         |
| Крупин Николай Михайлович                                | 23.10.1953          | Избран по одномандатному избирательному округу №1                           | Заместитель председателя Палаты представителей Законодательного собрания Свердловской области III созыва                              | Член комитета по промышленной, аграрной политике и природопользованию                         |
| Малых Николай Александрович                              | 13.08.1948          | Избран по одномандатному избирательному округу №16                          | Генеральный директор ФГУП "Производственное предприятие "Уралвагонзавод" имени Ф.Э.Дзержинского"                                      | Член комитета по социальной политике                                                          |
| Никитин Владимир Федорович                               | 22.10.1948          | Избран по одномандатному избирательному округу №12                          | Заместитель председателя Палаты Представителей Законодательного Собрания Свердловской области III созыва                              | Член комитета по вопросам законодательства и местного самоуправления                          |
| Носов Сергей Константинович                              | 17.02.1961          | Избран по одномандатному избирательному округу №17                          | Депутат Палаты Представителей Законодательного Собрания Свердловской области III созыва                                               | Член комитета по социальной политике                                                          |
| Осинцев Юрий Валерьевич (до 25.10.2007)                  | 05.01.1954          | Избран по одномандатному избирательному округу №9                           | Заместитель председателя Правительства Свердловской области — министр международных и внешнеэкономических связей Свердловской области | Председатель Палаты Представителей Законодательного Собрания Свердловской области             |
| Павлов Анатолий Иванович                                 | 04.02.1950          | Избран по одномандатному избирательному округу № 8                          | Генеральный директор ОАО "Пневмостроймашина"                                                                                          | Председатель комитета по вопросам законодательства и местного самоуправления;                 |
| Родин Валерий Николаевич                                 | 01.05.1952          | Избран по одномандатному избирательному округу №19                          | Генеральный директор ОАО ЭЭ "Свердловэнерго"                                                                                          | Член комитета по экономической политике, бюджету, финансам и налогам                          |
| Савельев Валерий Борисович (с 22.03.2005)                | 26.01.1962          | Избран по одномандатному избирательному округу №10                          | Хозяин «AVS Group» | Член комитета по экономической политике, бюджету, финансам и налогам                          |
| Серебренников Александр Васильевич                       | 12.03.1970          | Избран по одномандатному избирательному округу №20                          | Депутат Палаты Представителей Законодательного Собрания Свердловской области III созыва                                               | Председатель комитета по социальной политике                                                  |
| Сысоев Анатолий Васильевич                               | 09.01.1935          | Избран по одномандатному избирательному округу №13                          | Генеральный директор филиала "Богословского алюминиевого завода Сибирско-Уральской алюминиевой компании"                              | Председатель комитета по промышленной, аграрной политике и природопользованию                 |
| Беспартийные                                             |                     |                                                                             | |                                                                                               |
| Альшевских Андрей Геннадьевич                            | 14.05.1972          | Избран по одномандатному избирательному округу №5                           | Депутат Екатеринбургской городской думы                                                                                               | Член комитета по промышленной, аграрной политике и природопользованию                         |
| Брижан Анатолий Илларионович                             | 28.08.1942          | Избран по одномандатному избирательному округу №11                          | Бправляющий директор ОАО «Синарский трубный завод»                                                                                    | Член комитета по вопросам законодательства и местного самоуправления                          |
| Исаков Олег Юрьевич                                      | 10.04.1969          | Избран по одномандатному избирательному округу №2                           | Председатель Совета директоров ЗАО "Богдановичский фарфоровый завод"                                                                  | Член комитета по промышленной, аграрной политике и природопользованию                         |
| Капчук Сергей Александрович                              | 24.09.1972          | Избран по одномандатному избирательному округу №15                          | Депутат Палаты Представителей Законодательного Собрания Свердловской области III созыва                                               | Председатель комитета по экономической политике, бюджету, финансам и налогам                  |
| Ковпак Игорь Иванович                                    | 19.10.1953          | Избран по одномандатному избирательному округу №6                           | Президент сети магазинов "Супермаркет"Кировский""                                                                                     | Член комитета по вопросам законодательства и местного самоуправления                          |
| Кучерюк Владимир Данилович                               | 04.01.1951          | Избран по одномандатному избирательному округу №18                          | Депутат Палаты Представителей Законодательного Собрания Свердловской области III созыва                                               | Член комитета по экономической политике, бюджету, финансам и налогам                          |
| Марчевский Анатолий Павлович                             | 09.04.1948          | Избран по одномандатному избирательному округу №7                           | Депутат Палаты Представителей Законодательного Собрания Свердловской области III созыва                                               | Член комитета по социальной политике                                                          |
| Шептий Виктор Анатольевич                                | 25.12.1965          | Избран по одномандатному избирательному округу №21                          | Начальник группы регионального отдела специального назначения Управление ФСБ России по Свердловской области                           | Член комитета по вопросам законодательства и местного самоуправления                          |

### III созыв (2000—2004)
| Депутат                            | Округ                                                                          | Должность на момент избрания                                                                                      | Примечания           |
| ---------------------------------- | ------------------------------------------------------------------------------ | --- | -------------------- |
| Бабушкина Людмила Валентиновна     | 3                                                                              | заместитель управляющего отделением Пенсионного фонда РФ по Свердловской области                                  |                      |
| Баков Антон Алексеевич             | 19                                                                             | генеральный директор акционерного общества работников (народного предприятия) «Серовский металлургический завод»  | до декабря 2003 г.   |
| Богачёв Александр Владимирович     | 4                                                                              | ??? | с 2001 г.            |
| Гусев Олег Андреевич               | 8                                                                              | председатель правления АКБ «Золото-Платина-Банк»                                                                  |                      |
| Диденко Николай Наумович           | 16                                                                             | Глава города Нижнего Тагила                                                                                       |                      |
| Капчук Сергей Александрович        | 15                                                                             | управляющий ОАО «Салдинский металлургический завод»                                                               |                      |
| Крупин Николай Михайлович          | 1                                                                              | управляющий Асбестовским отделением Сберегательного банка РФ                                                      |                      |
| Куковякин Александр Васильевич     | 21                                                                             | председатель Совета директоров ОАО «Тавдинский гидролизный завод»                                                 |                      |
| Кучерюк Владимир Данилович         | 18                                                                             | генеральный директор ОАО «Первоуральскгаз»                                                                        | c 23 мая 2002 г.     |
| Лукин Олег Владимирович            | 5 Главный врач Городской Детской Многопрофильной больницы 9 город Екатеринбург | в 2001—2002 гг.                                                                                                   |                      |
| Марчевский Анатолий Павлович       | 7                                                                              | директор, художественный руководитель Екатеринбургского государственного цирка                                    |                      |
| Миненков Владимир Михайлович       | 2                                                                              | председатель Совета директоров АО «Алапаевская ферросплавная компания»                                            |                      |
| Михель Виктор Егорович             | 13                                                                             | Глава города Краснотурьинска                                                                                      |                      |
| Никитин Владимир Фёдорович         | 12                                                                             | заместитель председателя Палаты представителей Законодательного собрания Свердловской области (до апреля 2000 г.) | с 28 июня 2000 г.    |
| Носов Сергей Константинович        | 17                                                                             | генеральный директор ОАО «Нижнетагильский металлургический комбинат»                                              |                      |
| Серебренников Александр Васильевич | 20                                                                             | генеральный директор ЗАО «Фарм-Союз»                                                                              |                      |
| Серебренников Максим Павлович      | 10                                                                             | вице-президент ОО «Зяблицев-Фонд»                                                                                 | с 28 июня 2000 г.    |
| Федулёв Павел Анатольевич          | 14                                                                             | председатель Совета директоров ОАО «Уральский проектный и проектно-конструкторский институт»                      |                      |
| Черкасов Сергей Виленович          | 9                                                                              | глава администрации Орджоникидзевского района г. Екатеринбурга                                                    |                      |
| Чернецкий Аркадий Михайлович       | 6                                                                              | Глава города Екатеринбурга                                                                                        |                      |
| Шмелёв Андрей Константинович       | 18                                                                             | генеральный директор ОАО «Первоуральский новотрубный завод»                                                       | до 17 ноября 2001 г. |
| Якимов Виктор Васильевич           | 11                                                                             | Глава города Каменск-Уральского                                                                                   |                      |

### II созыв (1998—2000)
| Депутат                      | Округ | Должность на момент избрания | Примечания |
| ---------------------------- | ----- | --- | ---------- |
| Бессонов Сергей Юрьевич      | 3     | начальник Свердловского областного Центра программ экономического развития                                                                             |            |
| Бурков Александр Леонидович  | 15    | заместитель председателя Правительства Свердловской области — председатель Комитета по управлению государственным имуществом Свердловской области      |            |
| Бурматов Иван Григорьевич    | 20    | директор Ревдинского учебно-производственного предприятия Всероссийского общества слепых                                                               |            |
| Голенищев Пётр Ефимович      | 14    | председатель ТОО «Криулинское» |            |
| Гусев Владимир Владимирович  | 10    | генеральный директор ОАО «Екатеринбургский мясокомбинат»                                                                                               |            |
| Диденко Николай Наумович     | 16    | Глава города Нижнего Тагила |            |
| Иванников Александр Иванович | 19    | Глава муниципального образования «город Лесной» |            |
| Исаева Валентина Павловна    | 17    | директор политехнической гимназии, г. Нижний Тагил |            |
| Ковпак, Игорь Иванович       | 8     | директор ЗАО «Супермаркет «Кировский» |            |
| Крупин Николай Михайлович    | 1     | управляющий Асбестовским отделением Сберегательного банка РФ                                                                                           |            |
| Кучерюк Владимир Данилович   | 18    | генеральный директор ОАО «Первоуральскгаз» |            |
| Мельников Иван Анатольевич   | 2     | депутат Областной думы Законодательного собрания Свердловской области                                                                                  |            |
| Михель Виктор Егорович       | 13    | Глава города Краснотурьинска |            |
| Нижечик Юрий Соломонович     | 4     | директор государственного медицинского производственного объединения «Сангвис», депутат Екатеринбургской городской думы                                |            |
| Никитин Владимир Фёдорович   | 12    | президент ООО «Югорская строительная компания» |            |
| Никифоров Валерий Сергеевич  | 21    | председатель комитета по аграрной политике, природопользованию и охране окружающей среды Областной думы Законодательного собрания Свердловской области |            |
| Овчинникова Лидия Андреевна  | 7     | директор Центра социального обслуживания населения Ленинского района г. Екатеринбурга                                                                  |            |
| Силин Яков Петрович          | 5     | председатель Екатеринбургской городской думы |            |
| Чернецкий Аркадий Михайлович | 6     | Глава города Екатеринбурга |            |
| Якимов Виктор Васильевич     | 11    | Глава города Каменск-Уральского |            |

Депутат по Орджоникидзевскому округу (№ 9) избран не был.

### I созыв (1996—1998)
| Депутат                         | Округ | Должность на момент избрания                                                             | Примечания                              |
| ------------------------------- | ----- | ---------------------------------------------------------------------------------------- | --------------------------------------- |
| Акулов Сергей Александрович     | 9     | начальник управления здравоохранения Администрации г. Екатеринбурга                      | с 28 июня 1996 г.                       |
| Арефин Геннадий Васильевич      | 14    | глава администрации Нижнесергинского района                                              |                                         |
| Бурматов Иван Григорьевич       | 20    | директор Ревдинского учебно-производственного предприятия Всероссийского общества слепых |                                         |
| Гордеева Светлана Ивановна      | 21    | главный уполномоченный службы Пенсионного фонда РФ по г. Ирбиту                          |                                         |
| Диденко Николай Наумович        | 17    | Глава города Нижнего Тагила                                                              |                                         |
| Дубинкин Сергей Васильевич      | 8     | управляющий отделением Пенсионного фонда РФ по Свердловской области                      |                                         |
| Иванов Людвиг Григорьевич       | 3     | глава администрации г. Богдановича                                                       |                                         |
| Косолапов Валерий Александрович | 2     | глава администрации Алапаевского района                                                  |                                         |
| Крупин Николай Михайлович       | 1     | управляющий Асбестовским отделением Сберегательного банка РФ                             |                                         |
| Кучерюк Владимир Данилович      | 18    | генеральный директор АООТ «Первоуральскгаз»                                              |                                         |
| Матушкин Владимир Георгиевич    | 10    | генеральный директор АО «Уральский завод резинотехнических изделий»                      |                                         |
| Михель Виктор Егорович          | 13    | глава администрации г. Краснотурьинска                                                   |                                         |
| Серяков Владимир Сергеевич      | 16    | генеральный директор государственного производственного объединения «Уралвагонзавод»     |                                         |
| Степаненко Георгий Иванович     | 5     | адвокат, заведующий юридической консультацией № 6 г. Екатеринбурга                       | с 28 июня 1996 г., убит 3 марта 1998 г. |
| Тетюхин Владислав Валентинович  | 15    | генеральный директор АО «Верхнесалдинское металлургическое производственное объединение» |                                         |
| Федулёв Павел Анатольевич       | 19    | председатель правления АОЗТ «Негосударственный пенсионный фонд «Счастливый берег»        |                                         |
| Чернецкий Аркадий Михайлович    | 6     | Глава города Екатеринбурга                                                               |                                         |
| Шапошников Александр Юрьевич    | 7     | главный врач МУ «Скорая медицинская помощь»                                              |                                         |
| Шеремет Иннокентий Викторович   | 4     | директор индивидуального частного предприятия «Телевизионное агентство Урала»            |                                         |
| Язев Валерий Афонасьевич        | 12    | президент АООТ «Корпорация «ЯВА»                                                         |                                         |
| Якимов Виктор Васильевич        | 11    | Глава города Каменск-Уральского                                                          |                                         |